# Каваї Ґйокудо
Каваї Ґйокудо (*川合 玉堂, 24 листопада 1873 — 30 червня 1957) — японський художник і поет першої половини XX століття.

## Життєпис
Старший син купця, що займався торгівлею канцелярським приладдям, а також захоплювався вирощуванням орхідей і написанням хайку. Матір належала до самурайського стану. Народився 1873 року Ітіномія. З дитинства захопився малюванням. 1887 року його було відправлено учнем до Мотідзукі Ґйокусен. Від імені свого першого вчителя утворив псевдонім Ґйокудо.
1890 року став учнем відомого художника Коно Байреі. 1896 року переїздить до Токіо, де навчається у Хасімото Ґахо, представника школи Кано. Водночас вивчав західноєвропейські техніки живопису. 1898 року долучився до утворення Японського художнього інституту.
1907 року виставлявся на Токійській виставці економічного розвитку і Першій виставці «Бунтен», де привернув до своїх картин увагу фахівців-мистецтвознавців. З 1916 року викладав у Токійському університеті мистецтв (перебував на посаді до 1936 року). 1917 року також стає імператорським художником. У 1919 році був прийнятий до Імператорської академії мистецтв.
1931 року нагороджено орденом Почесного легіону. 1933 року отримує почесний орден німецького Червоного Хреста. 1940 року нагороджено Орденом Культури. У 1944 році, під час Другої світової війни, Каваї Ґйокудо перебрався до повіту Тама префектури Канагава, спорудивши маєток Нісьоан, де мешкав майже до самої смерті. Помер у 1957 році в Токіо.

## Творчість

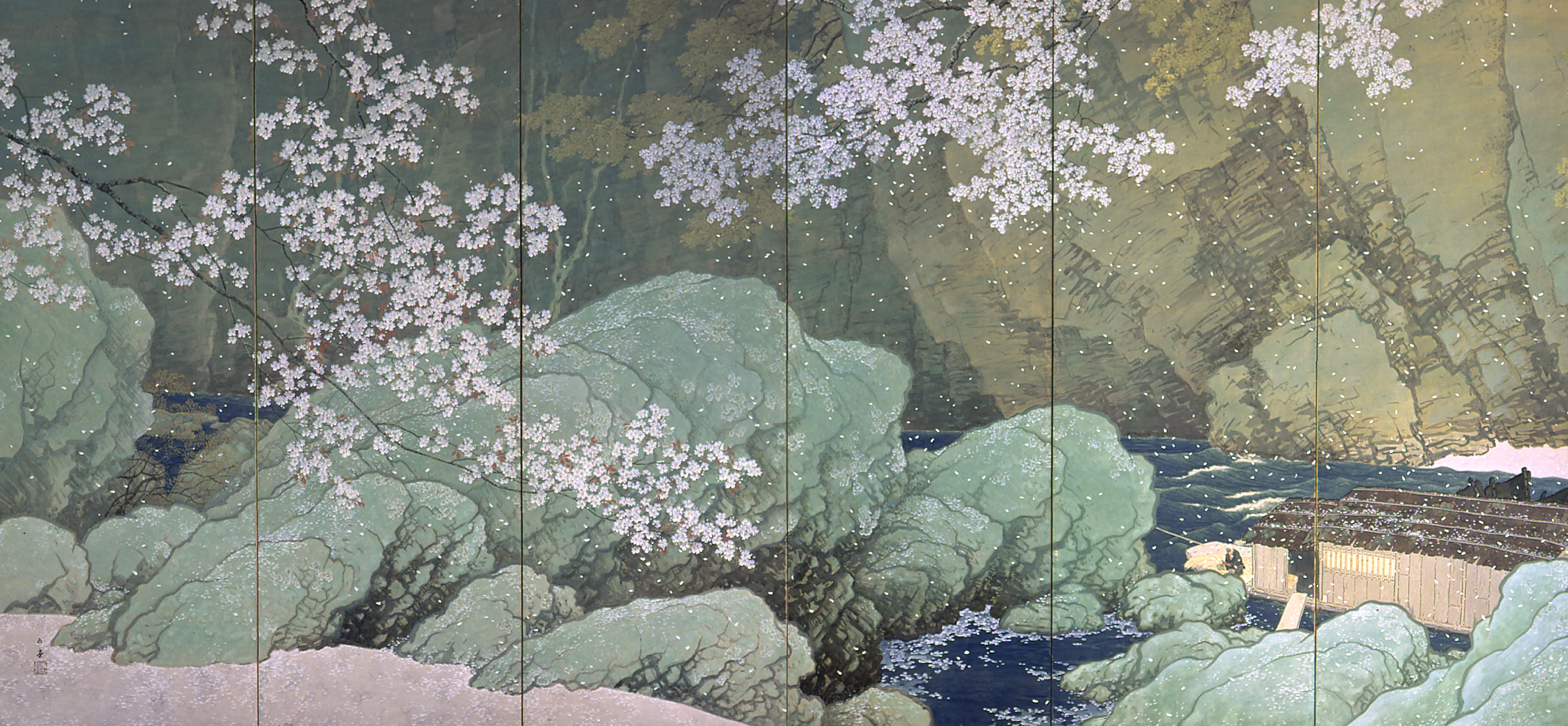
«Прощаючись з весною»

Більшість дослідників вважає, що Каваї Ґйокудо знайшов золоту середину між західним і східним живописом, стилями шкіл Кіото і Токіо, новаторством і традицією. Він співвідносив свої безпосередні враження з традиційними образами японської культури, що увійшли в свідомість народу з глибокої давнини, зокрема весняним дощем і розквітлими гірськими вишнями. Більшість картин майстра міститься в Художньому музеї Ґйокудо. До шедеврів відноситься картина «Прощаючись з весною», яка внесена до реєстру Важливих культурних пам'яток Японії.
Каваї Ґйокудо також був відомий як поет і видав збірку «Солом'яний будинок на річці Тама».